# Neufchelles
Neufchelles is een gemeente in het Franse departement Oise (regio Hauts-de-France) en telt 367 inwoners (2004). De plaats maakt deel uit van het arrondissement Senlis.

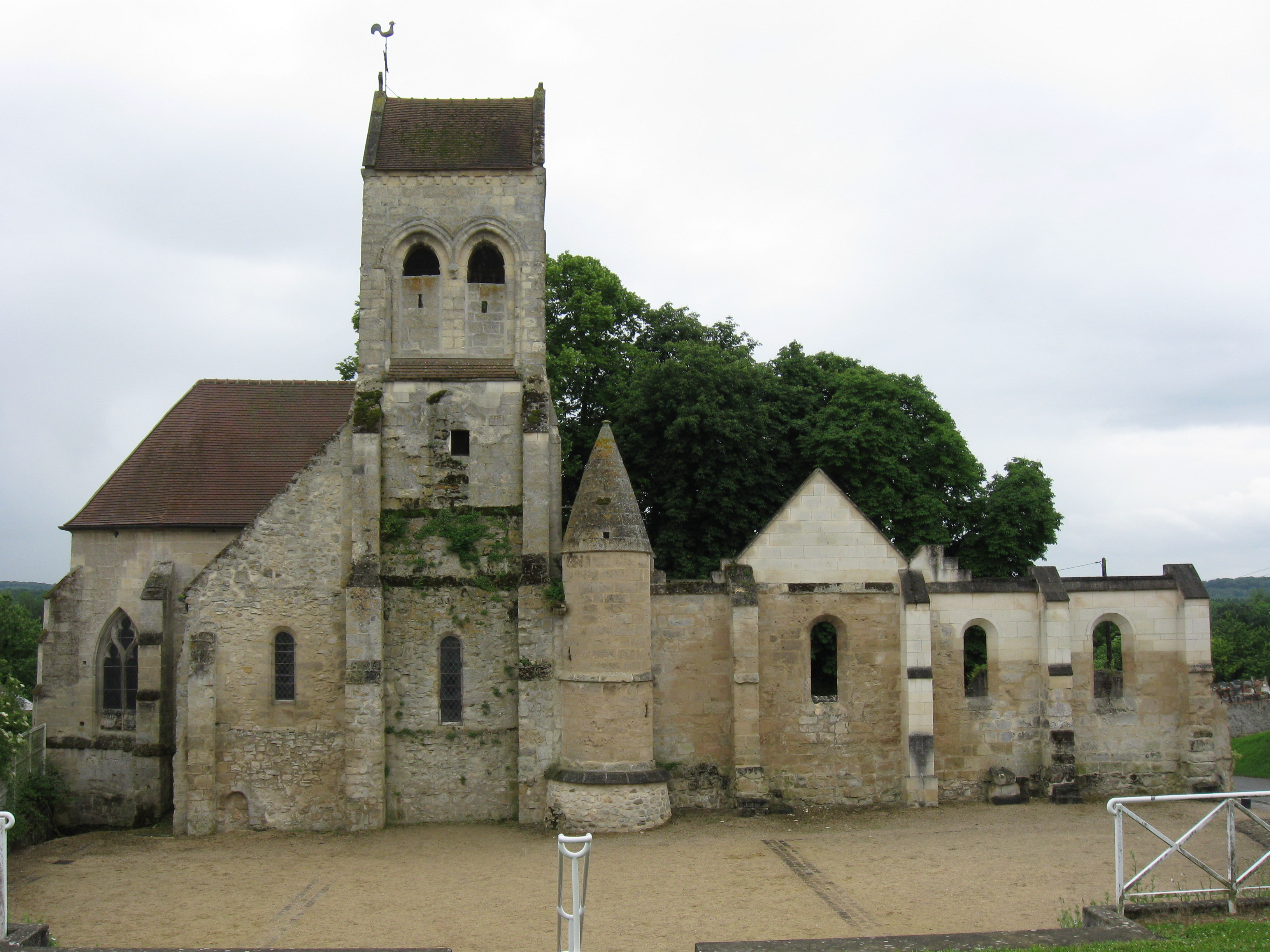
Kerk van Neufchelles
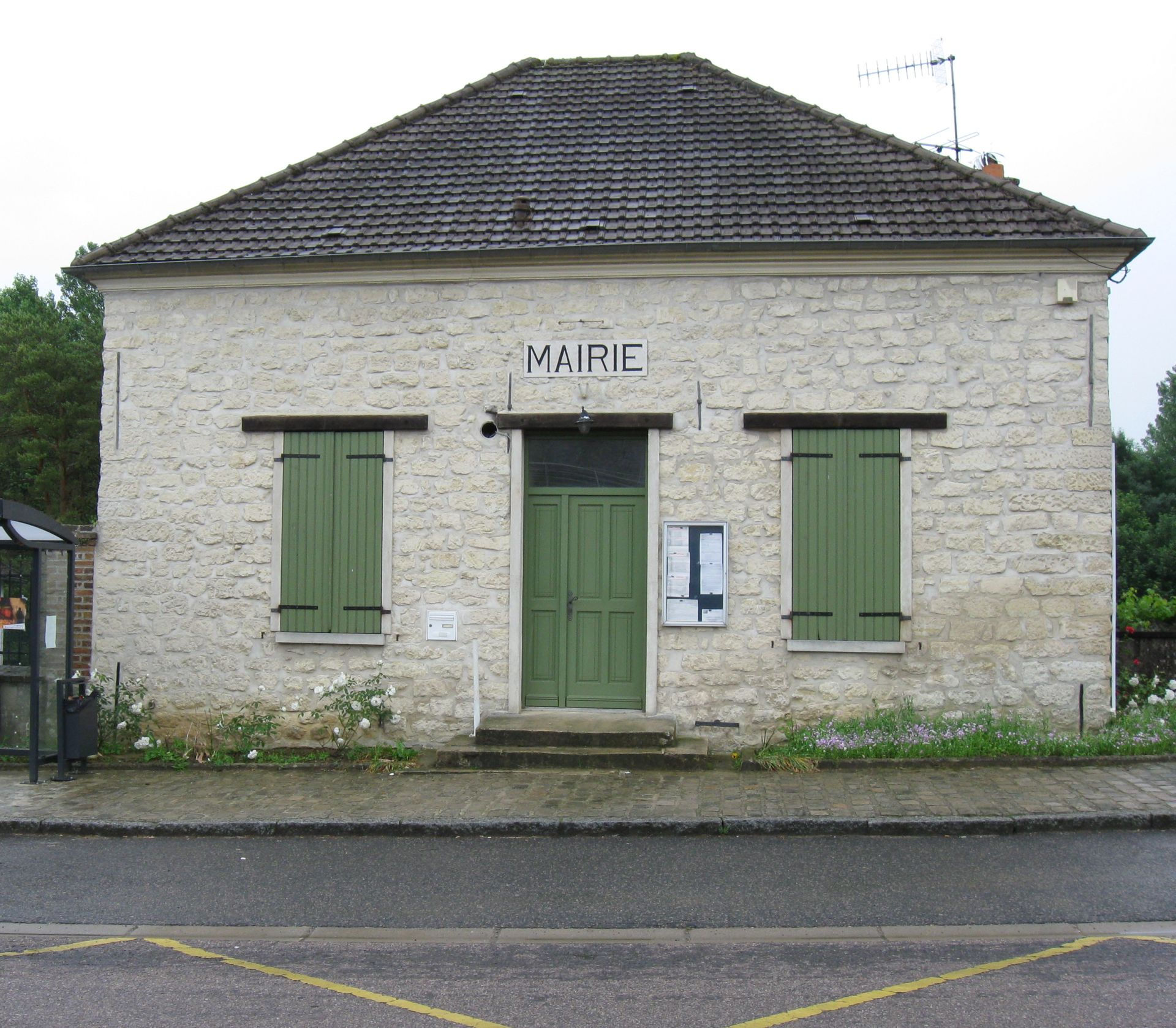
Gemeentehuis

## Geografie
De oppervlakte van Neufchelles bedraagt 6,5 km², de bevolkingsdichtheid is 56,5 inwoners per km².
De onderstaande kaart toont de ligging van Neufchelles met de belangrijkste infrastructuur en aangrenzende gemeenten.

## Demografie
Onderstaande figuur toont het verloop van het inwonertal (bron: INSEE-tellingen).